# Silluvia shashi
Silluvia shashi är en skalbaggsart som beskrevs av Zdzisława Stebnicka 1977. Silluvia shashi ingår i släktet Silluvia och familjen Aegialiidae. Inga underarter finns listade i Catalogue of Life.